# Syrphoctonus atamiensis
Syrphoctonus atamiensis är en stekelart som beskrevs av William Harris Ashmead 1906. Syrphoctonus atamiensis ingår i släktet Syrphoctonus och familjen brokparasitsteklar. Inga underarter finns listade i Catalogue of Life.